# André Rivoal
André Leon Rivoal (* 12. Januar 1922 in Armentières; † 29. Juni 2006 in Eaubonne) war ein französischer Radrennfahrer und nationaler Meister im Radsport.

## Sportliche Laufbahn
Rivoal war im Bahnradsport und im Querfeldeinrennen (heutige Bezeichnung Cyclocross) aktiv. 1940 bestritt er seine ersten Radrennen. 1945 siegte er in der nationalen Meisterschaft im Sprint der Amateure. 1946 war er Vizemeister hinter Henri Sensever geworden. 1945 und 1946 siegte er im Grand Prix Cyclo-Sport, einem Sprintturnier, das die gleichnamige Zeitung ausrichtete. 1945 war er im Grand Prix de la Libération erfolgreich.
1942 belegte er im Critérium International de Cyclo-cross den 17. Platz.